# Graeme Crawford
Graeme Crawford (Falkirk, Escocia; 7 de agosto de 1947 – 28 de mayo de 2025) fue un futbolista escocés que jugó en la posición de guardameta.

## Equipos
| Periodo   | Club                         | Partidos | Goles |
| --------- | ---------------------------- | -------- | ----- |
| 1967–1968 | East Stirlingshire FC        | 3        | 0     |
| 1968–1971 | Sheffield United FC          | 2        | 0     |
| 1971      | → Mansfield Town FC (cedido) | 2        | 0     |
| 1971–1977 | York City FC                 | 235      | 0     |
| 1977–1980 | Scunthorpe United FC         | 104      | 0     |
| 1980      | York City FC                 | 17       | 0     |
| 1980–1983 | Rochdale AFC                 | 70       | 0     |
| 1983–1986 | Scarborough FC               | 93       | 0     |

## Logros
- Futbolista del Año del Scunthorpe United FC en 1979.